# رامتین سلیمان‌زاده

رامتین سلیمان‌زاده (زادهٔ ۱۷ آبان ۱۳۶۷ تهران) بازیکن فوتبال اهل ایران است که در پست  مدافع برای باشگاه فوتبال هوادار در لیگ آزادگان بازی می‌کند.

## دوران باشگاهی

### استقلال خوزستان
وی نخستین بازی خود در لیگ برتر برای استقلال ملی صنعتی خوزستان را در هفته اول لیگ سیزدهم برابر ذوب آهن انجام داد.

### فجر سپاسی
وی همچنین نخستین گل خود در لیگ برتر برای فجر سپاسی شیراز را در هفته بیست و هشتم لیگ سیزدهم برابر مس کرمان به ثمر رساند.

### مس کرمان
در سال ۲۰۱۷ به مس کرمان پیوست. در ۲۳ بازی توانست ۱ گل برای تیم مس کرمان بزند.

### خونه به خونه و پیکان
قبل از اینکه به مس کرمان برود در تیم پیکان و خونه به خونه بود.

### آلومینیوم اراک
در سال ۲۰۱۸ به تیم آلومینیوم پیوست. در این تیم کاپیتان بود.

### مس رفسنجان
در لیگ برتر ۱۴۰۲_۱۴۰۱ به مس رفسنجان پیوست.